# Carl Heinrich Graun

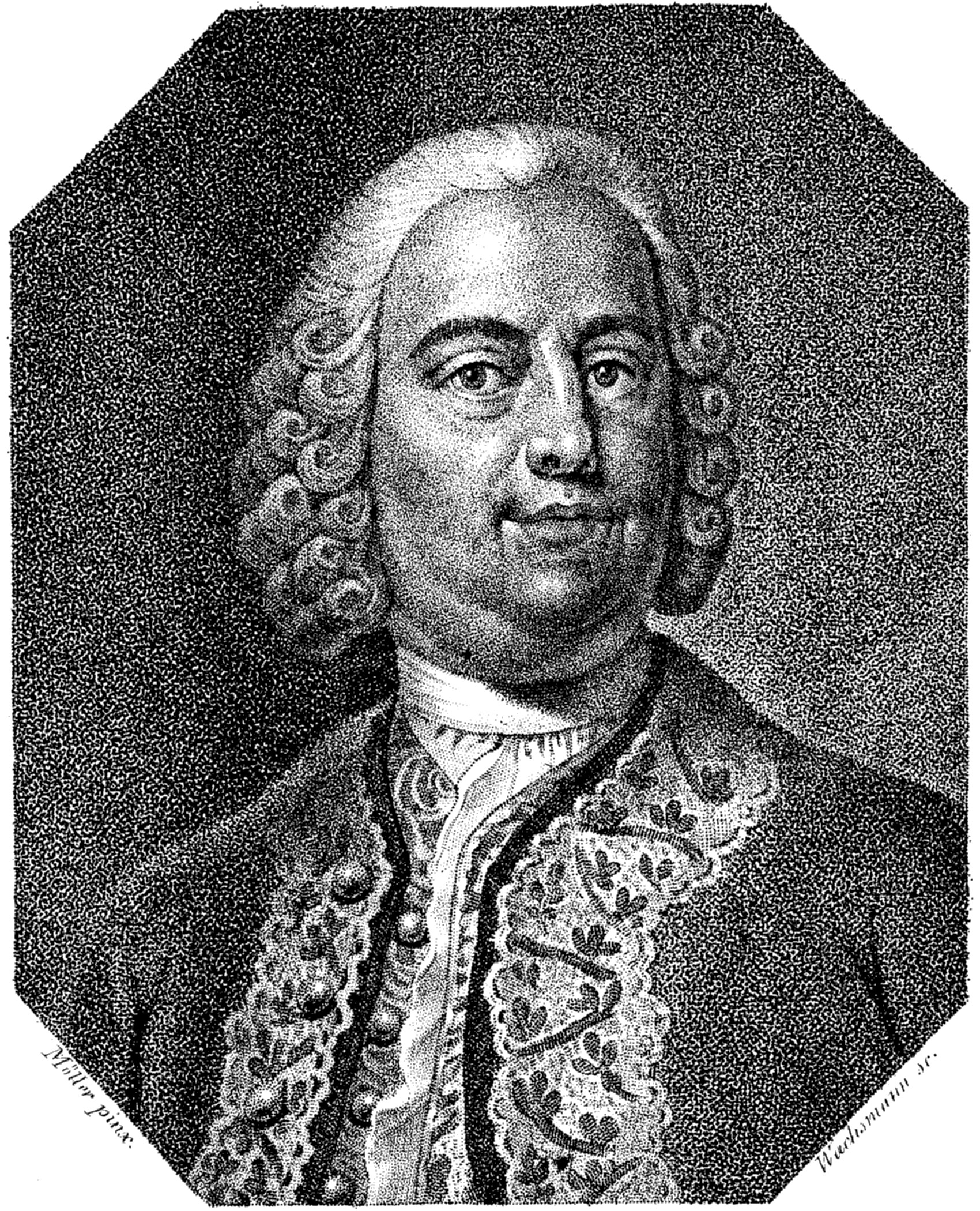
Carl Heinrich Graun

Carl Heinrich Graun (Wahrenbrück, 7 mei 1704 - Berlijn, 8 augustus 1759) was een Duits barokcomponist. Samen met Johann Adolf Hasse maakte Graun de opera in Duitsland populair. Graun bedacht ook het 'damenisatiesysteem', dat gebruikmaakt van de lettergrepen da-me-ni-po-tu-la-be. Dit systeem werd vooral in zangoefeningen gangbaar.

## Biografie
Carl Heinrich Graun was de zoon van een belastingambtenaar. De cantor August Friedrich Graun en violist Johann Gottlieb waren zijn oudere broers. Alle drie hebben muziek gecomponeerd. In het Kreismuseum Bad Liebenwerda in Bad Liebenwerda is een permanente tentoonstelling aan de drie broers gewijd.
Graun studeerde aan de Kreuzschule te Dresden zang, orgel en compositie. Toen zijn stem gemuteerd was, bleek hij een aangenaam klinkend tenorgeluid te bezitten. Graun maakte in 1719 deel uit van de cast tijdens de uitvoering van Teofane. Die opera was gecomponeerd door Antonio Lotti ter gelegenheid van het huwelijk van de kroonprins van Saksen, de latere August III van Polen. 
Op 18-jarige leeftijd had Graun al een aantal kerkelijke composities geschreven. Graun kwam in 1724 als operazanger te Brunswijk en werd er al spoedig aangesteld als onderkapelmeester en componist. In Brunswijk leerde hij Frederik de Grote kennen, die onder de indruk was van zijn werk, uitgevoerd bij het huwelijk van de kroonprins en Elisabeth Christine in 1733. Toen Ludwig Rudolf, de hertog van Brunswijk in 1735 stierf, reisde Graun naar Rheinsberg. Bij zijn aantreden als koning benoemde Frederik de Grote hem in 1740 tot kapelmeester van de nieuw te bouwen opera in Berlijn, tegenwoordig Unter den Linden. Graun werd naar Italië gezonden om zangers te engageren. 

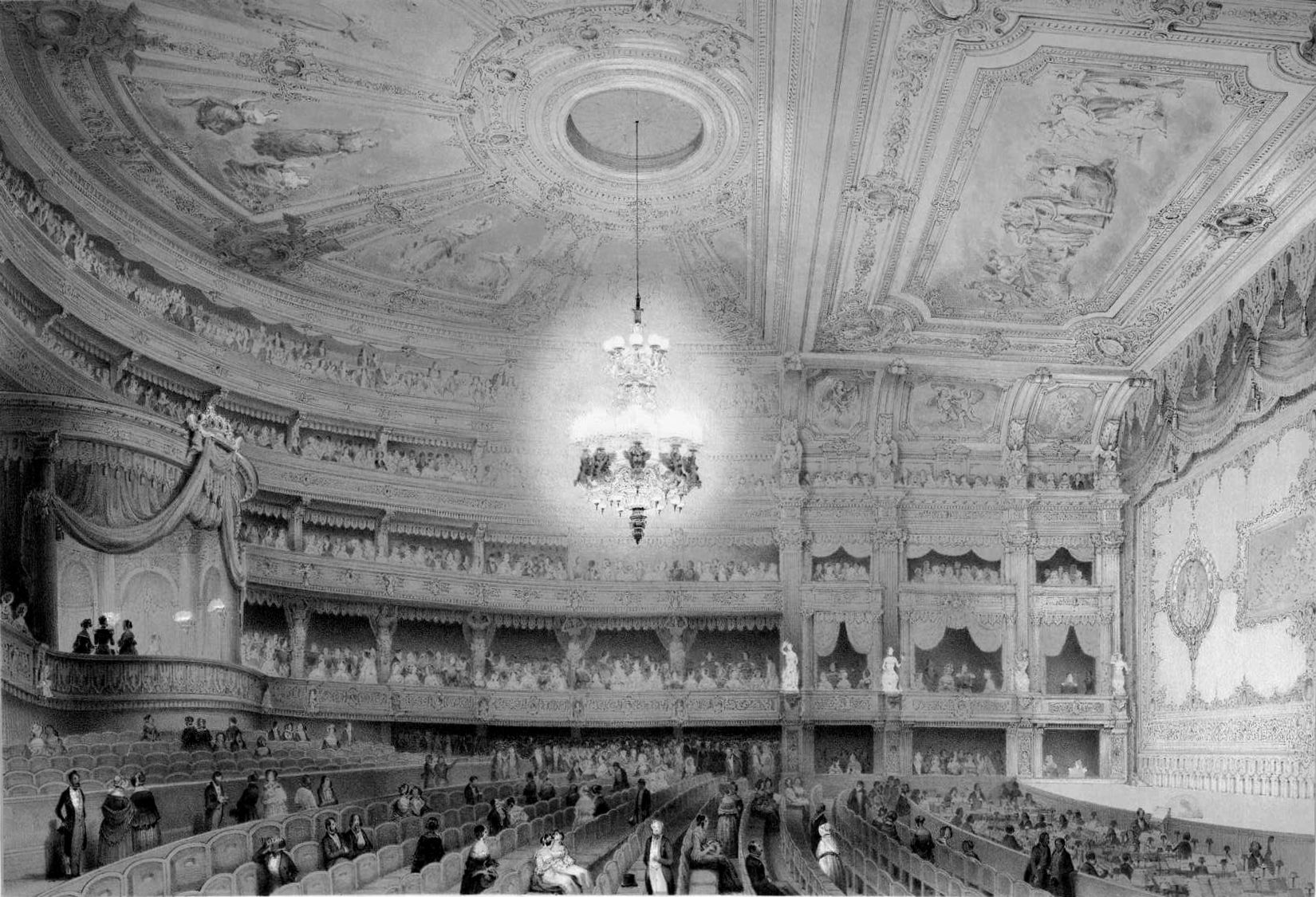
De opera in Berlijn

De eerste uitvoering van Cleopatra & Cesare liet nogal op zich wachten en Frederik de Grote werd ongeduldig. De zangers werden naar huis gestuurd en de eerste uitvoering vond onder provisorische omstandigheden plaats. De fluitspelende Frederik hield van hoge stemmen en strenge hiërarchie, zowel op het podium als in de zaal. Frederik de Grote leverde later het libretto voor de opera Montezuma van Graun. 
Tot aan zijn dood heeft Graun in Berlijn gewoond en gewerkt. Graun schreef voor Brunswijk zes en voor Berlijn 26 opera's. Zijn oratorium Der Tod Jesu wordt nog steeds op Goede Vrijdag in Berlijn uitgevoerd.

## Bron
- Oosthoek's Encyclopaedie (1917)

- Bibsys: 90506991
- Biblioteca Nacional de España: XX1639659
- Bibliothèque nationale de France: cb13894671z (data)
- Catàleg d'autoritats de noms i títols de Catalunya: 981058518222606706
- CiNii: DA07847224
- Gemeinsame Normdatei: 118541706
- International Standard Name Identifier: 0000 0001 2282 8026
- Library of Congress Control Number: n83160029
- Nationale Bibliotheek van Letland: 000141613
- MusicBrainz: 823c645e-a0b7-4048-ac3e-9dd7e989d168
- Nationale Bibliotheek van Tsjechië: jn20000602325
- Nationale Bibliotheek van Israël: 987007284361905171
- Nationale Bibliotheek van Polen: a0000001278123
- Nederlandse Thesaurus van Auteursnamen: 070680213
- LIBRIS: 188617
- SNAC: w6sq95fh
- Système universitaire de documentation: 11928345X
- Trove: 989229
- Virtual International Authority File: 307168036
- WorldCat: E39PBJjxvdC6R9YmXbxHGrBHG3